# Nanako Kura
Nanako Kura (jap. 倉 菜々子 Kura Nanako; ur. 2000 w Kariyi) – japońska wspinaczka sportowa, specjalizująca się w boulderingu, prowadzeniu oraz we wspinaczce łącznej. Czterokrotna srebrna medalistka mistrzostw Azji we wspinaczce sportowej w konkurencji boulderingu, prowadzenia w 2018 i w 2019. 

## Kariera sportowa
Na mistrzostwach Azji  w 2018 w Kurayoshi we wspinaczce sportowej zdobyła srebrny medal w konkurencji boulderingu, a w 2019 w indonezyjskim Bogorze obroniła medal srebrny wywalczony rok wcześniej w boulderingu oraz dodatkowo zdobyła w prowadzeniu i we wspinaczce łącznej.
W 2019 na mistrzostwach świata w Hachiōji w boulderingu zajęła 6 miejsce, a we wspinaczce łącznej była 19. Zajęcie tak wysokich miejsc w tym w klasyfikacji generalnej wspinaczki łącznej nie zapewniło jej kwalifikacji olimpijskich na IO 2020 w Tokio we wspinaczce sportowej. Powodem był fakt, że na igrzyska mogło uzyskać awans tylko 2 zawodniczki z jednego państwa, ubiegły ją; Akiyo Noguchi, Miho Nonaka, Ai Mori oraz Futaba Ito. Nanako Kura była dopiero 5 Japonką na tych mistrzostwach świata, które były jednocześnie kwalifikacjami na igrzyska olimpijskie. 

## Osiągnięcia

### Mistrzostwa świata
| Konkurencje        | 2019 |
| Bouldering         | 6    |
| Prowadzenie        | 35   |
| Wspinaczka na czas | 44   |
| Wspinaczka łączna  | 19   |

### Mistrzostwa Azji
| Konkurencje        | 2018 | 2019 |
| Bouldering         | 2    | 2    |
| Prowadzenie        | —    | 2    |
| Wspinaczka na czas | 17   | 6    |
| Wspinaczka łączna  | —    | 2    |